# Hildegard Knef
Hildegard Frieda Albertine Knef (ur. 28 grudnia 1925 w Ulm, zm. 1 lutego 2002 w Berlinie) – niemiecka piosenkarka, aktorka teatralna i filmowa, autorka tekstów piosenek, pisarka. W krajach anglojęzycznych używała nazwiska Neff.

## Życiorys
Hildegard Knef urodziła się w Ulm w 1925 roku jako córka flamandzkiego handlarza tytoniem i autoryzowanego sygnatariusza Hansa Theodora Knefa i jego żony Friedy Auguste Gröhn. W 1926 roku jej ojciec zmarł, a matka przeniosła się z córką do Berlina, gdzie Hildegard uczęszczała do szkoły średniej w dzielnicy Schöneberg.
W kwietniu 1945 roku brała udział w obronie Berlina.
W latach 40. XX wieku uczyła się w Berlinie aktorstwa. Debiutowała w 1944 równocześnie w filmie (Träumerei) i teatrze (Der kleine Herr Niemand, Deutsches Theater Berlin).

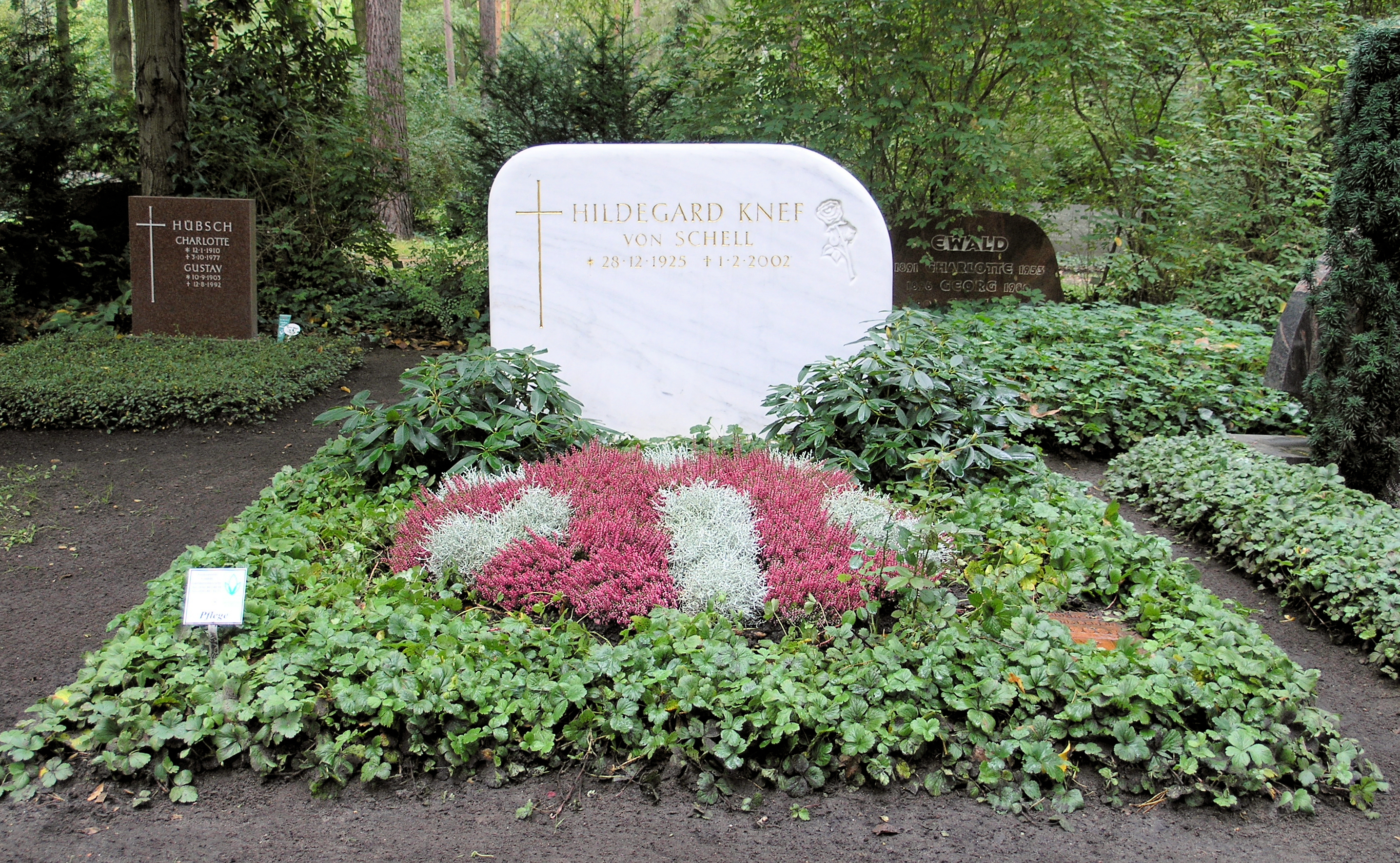
Grób Hildegard Knef na Cmentarzu Leśnym w Berlinie

Pierwszą główną rolę filmową zagrała w obrazie Fahrt ins Glück. Odważna obyczajowo rola Kneff w filmie Grzesznica (1951) wywołała skandal w Niemczech i ataki Kościoła katolickiego; w związku z tym aktorka wyjechała do USA, gdzie rozpoczęła udaną karierę filmową (Śniegi Kilimandżaro). W 1955 odniosła sukces na Broadwayu, występując w roli Ninotchki w musicalu Cole’a Portera Silk Stockings.
Po powrocie do Niemiec, w latach 60. i 70. XX wieku, święciła triumfy jako piosenkarka i autorka wielu piosenek, cieszących się dużą popularnością. W roku 1970 zadebiutowała jako pisarka autobiograficzną powieścią Der Geschenkte Gaul. W 1992 roku niemiecki zespół Extrabreit nagrał jej przebój z lat 60. – „Für mich soll’s rote Rosen regnen” w wersji rockowej. Piosenkę nagrali także razem z Hildegard Knef jako gościem w duecie wokalnym.
W 1948 roku jej fotografia znalazła się na okładce pierwszego numeru tygodnika Stern.
Hildegard Knef była trzykrotnie zamężna. Jej pierwszym mężem był od 1947 do 1953 roku Kurtem Hirsch. Od 1962 do 1976 roku z brytyjskim aktorem Davidem Palastangem, z tego związku urodziła się córka Christina Antonia (ur. 1968). Jej trzecim mężem był Paulem von Scheel (ur. 1940).
Knef zmarła w Berlinie, wskutek powikłań zapalenia płuc. Została pochowana na Waldfriedhof Zehlendorf w Berlinie.